# Francisco Majewski
Francisco Majewski (Montevideo, 1º maggio 1939 – Cuernavaca, 22 aprile 2012) è stato un calciatore uruguaiano, di ruolo difensore.

## Biografia
Calciatore uruguaiano, come il fratello Alejandro, Majewski successivamente si trasferì in Messico, dove si sposò con una donna del luogo e vi prese la cittadinanza.

## Caratteristiche tecniche
Fu un difensore centrale, estremamente sportivo, tanto da venire espulso in tutta la sua carriera solo in due occasioni, agile nei movimenti e veloce.

## Carriera
Iniziò la carriera agonistica nel Penarol, sodalizio con cui vinse la Coppa Libertadores 1960
Giocò anche l'incontro di ritorno della Coppa Intercontinentale 1960 contro il Real Madrid, subendo una sconfitta per 5-1 e perdendo il trofeo a causa del pareggio dell'andata.
Lasciò la madre patria per trasferirsi in Messico per giocare nel Necaxa, club con cui si aggiudicò la Campeón de Campeones del 1966.
Sempre in Messico militò nell'Atlante.

## Palmarès

### Club

#### Competizioni nazionali
- Campeón de Campeones: 1

Necaxa: 1966

#### Competizioni internazionali
- Coppa Libertadores: 1

Peñarol: 1960